# Gert Emmens
Gert Emmens (Haastrecht, 12 december 1957) is een Nederlandse artiest die elektronische muziek maakt.

## Carrière
Emmens begon in 1978 op zijn 20e in een lokale band als drummer en vrij snel daarna zowel als drummer als keyboardspeler in diverse bands. In 1984 speelde hij toetsen in de band van gitarist Leo van de Ketterij (ex-Shocking Blue, overleden op 5-7-2021). In 1995 kwam zijn eerste solo-cd uit: Light the Light. Daarna ging hij zich toeleggen op elektronische muziek. Zijn muziek is gestoeld op de Berlijnse School met als voorbeelden onder meer Klaus Schulze en Tangerine Dream, maar met een sterk symfonisch karakter.
Hij werd in 1998 gecontracteerd door het platenlabel Quantum Records en stapte in november 2002 over naar het label Groove Unlimited. Op de cd Waves of Dreams uit 2004 deed ook zijn zoon Frank mee. In november 2005 publiceerde iO Pages (nummer 62), een muziektijdschrift op het gebied van symfonische rock, een interview met Emmens. Hij trad regelmatig op op festivals voor elektronische muziek zoals E-live te Eindhoven. In 2008, 2009 en 2010 verschenen respectievelijk de albums The Nearest Faraway Place 1, 2 en 3. Emmens werkt sinds 2003 samen met Ruud Heij onder de naam Gert Emmens & Ruud Heij. Het duo heeft inmiddels meer dan 10 releases op hun naam staan. Verder heeft hij gewerkt met Ron Boots: hij trad in 2008 op op een concert van Ron Boots. In 2008 kwam het album See Beyond Times And Look Beyond Words van Boots uit, waarop Emmens de solo's verzorgde van het nummer The Hour of the Wolf. In 2021 verscheen het eerste echte samenwerkings album van Ron Boots en Gert Emmens: A Night at Blackrock Station. Sinds oktober 2009 werkt Emmens samen met Cadenced Haven, een artieste uit Bangladesh. Sinds 2014 wonen Emmens en Cadenced Haven (echte naam: Laila Quraishi) samen, ze zijn in december 2018 getrouwd. In januari 2013 en 2019 verschenen zijn progrockalbums, resp. Memories en Somewhere, die hij uitbracht onder de naam Gert Emmens Project, om verwarring met zijn Elektronische Muziek te voorkomen.

## Invloeden
De muziek wordt melodische retro-elektronische muziek genoemd, met veel sequencers. Naast invloeden van Klaus Schulze en Tangerine Dream (Berlijnse School) wordt ook Mike Oldfield genoemd. Hij gebruikt onder andere de mellotron en combineert de Berlijnse School met meer melodieus klinkende muziek. Emmens componeert aldus in een stijl tussen de Berlijnse School en symfo. Verdere invloeden die genoemd worden, zijn Ashra, Ennio Morricone, Genesis, Manfred Mann en Vangelis.

## Instrumenten
Enkele instrumenten die Emmens heeft bespeeld, zijn: ARP Pro Soloist, Elka Rhapsody 610, Elka Solist 505, Minimoog, Polymoog, Moog Sonic 6, Mellotron, Yamaha AN1x, Yamaha SY85, en de Hohner (Logan) String Melody II.

## Discografie

### Soloalbums
- 1995, Light The Light
- 1999, Elektra
  - opnamen uit maart - december 1998; behalve The sign of the sentinel uit 1996, dat in 1997 verscheen op compilatiealbum Movements, remixed in 1998;
  - tracks: 1. Welcome to Elektra (0:24); 2. Elektra, part 1 (10:43); 3. Elektra part 2 (32:55); 4. Elektra part 3 (10:36) en The sign of the sentinel (6:18)
  - hoes laat een Elektor Formant modular synthesizer zien; een zelfbouw synthesizer naar model uit het blad Elektor
- 2001, Asteroids
  - opnamen uit november 1999 - januari 2001;
  - tracks; 1: Ceres (10:38), 2: Pallas (13:40), 3: Juno (7:07), 4: Vesta (15:56), 5: Chiron (11:48), 6: Geographos (12:49)
- 2003, Wanderer of time
- 2003, Obscure movements in twilight shades
- 2004, Live - A long way from home
  - opnamen gemaakt tijdens E-Live van 27 september 2003 in het Auditorium van de Technische Universiteit Eindhoven op cd-r
  - tracks: 1. Entering the dark depth (19:28); 2. So long (8:34); 3. The day the wind blew out the light (18:22); 4. Solaris (8:50); 5. Voice from the past (16:56)
  - tracks 1, 3, 5 van Emmens; tracks 2 en 4 Emmens en Ruud Heij
- 2004, Waves of dreams
- 2005, When darkness falls upon the earth
- 2006, The tale of the warlock
- 2007, A boy's world
- 2008, The Nearest Faraway Place Volume 1
- 2009, The Nearest Faraway Place Volume 2
- 2010, The Nearest Faraway Place Volume 3
- 2010, Metamorphosis
- 2012, An artist's stroke
- 2013, Memories (als Gert Emmens Project)
- 2013, The day after
- 2014, Outland
- 2015, Triza
- 2016, The last alien
- 2017, Stories from floating worlds, Part 1: The turbulent years
- 2018, Dark secrets of the urban underground
- 2019, Somewhere (als Gert Emmens Project)
- 2020, Outland 2
- 2021, Time portal chronicles
- 2022, On the edge of nowhere
- 2023, Mysteries of dawn (dubbelalbum)
- 2023, City never sleeps (original motion picture soundtrack)
- 2024, Elektra (25th Anniversary Edition)
- 2025, All That is Left Behind

### Met Ruud Heij
- 2004, Return to the origin
- 2005, Blind watchers of a vanishing night
- 2007, Journey
- 2008, Silent witnesses of industrial landscapes
- 2010, Entropy's Evolution onder naam Kubusschnitt
- 2011, Legacy, onder de naam Free System Projekt and Gert Emmens
- 2011, The sculpture garden
- 2012: Lost in the swamp
- 2014, Signs
- 2014, Urban decay (download-versie)
  - opgenomen rond februari 2013; muziek geïnspireerd op muziek uitgevoerd op E-Live 2012; ter beschikking gesteld: december 2014
  - tracks: 1: Urban decay, part 1 (10:42); 2: Urban decay, part 2 (12:42); 3: Urban decay, part 3 (8:51); 4: Urban decay, part 4 (12:28); 5: Urban decay, part 5 (14:27); 6: Urban decay, part 6 (9:16)
- 2015, Echoes from future memories
- 2016, Urban Decay (cd-versie)
  - release via Groove Unlimited GR-231
- 2018, Galaxis (3cd)
- 2020, Forgotten tracks (3cd)
  - Emmens kwam bij het opruimen van oude computers een waslijst aan nummers tegen die in de periode 2007 tot 2014 waren opgenomen, maar nooit in die vorm uitgegeven werden. Daaronder bevonden zich zestien nummers die hij alsnog geschikt vond voor release. De “vergeten tracks” zijn gerangschikt naar opnamejaar.
    - CD1: 1: Velvet sky (long version, 2006, 11;59); 2: Walkabout (2007, 11:37), 3: Nightshift (2007, 6:34) , 4: Nova Zembla (2008, 13:34), 5: Abyss (2009, 12:00)
    - CD2: 1: Ice (2009, 16:03), 2: After the silence (2009, 12:49), 3: Mesmerized (2009) 16:17), 4: Somniferous (2010, 8:37), 4: Cadence (2010, 10:34)
    - CD3: 1. Skynder (2011, 13:29), 2: Bird’s eye view (2011, 8:49), 3:  Ghostly presence (2013, 7:12), 4. Dreamtime (2013, 13:11),  5: Departure 8 am (long version, 2013, 10:59); 6: The tank engine (2014, 6:24)
- 2022, On higher ground (6cd)
  - basis opgenomen in herfst 2018, opzet een dubbelalbum met 14 tracks met mellotron, gitaar ondersteund door sequencers, opgehouden door de uitzoekwerk en release van Forgotten tracks in 2020; ondertussen bleven ze opnemen, resulterend in een pakket van 36 nummers verspreid over 6 cd's; Emmens en Heij wezen erop dat het daarom logisch is, dat sommige nummers sterk op elkaar lijken. Paul Rijkens omschreef het in IO Pages183 (februari 2023) als een van de hoogtepunten binnen de elektronische muziek in Nederland en roemde de muzikale wendingen binnen de muziek van Emmens en Heij
- 2024: Mysterious events (3CD) 
  - opgenomen in 2023; titels verwijzen naar allerlei raadselachtige gebeurtenissen:
  - tracks cd1: Roswell incident (17:43), The Mohenjo Daro disaster (14:53), Marfa lights (10:08) en The Philadelphia Experiment (27:24)
  - track cd2: Bermuda triangle (73;01)
  - tracks cd3: The Tunguska event (12;56), Hector cloud (12:05), Vanished island of Bermeja (14:38), Atlantis (8:58), The Sagitarius-signal (14:28) en Crop circles (5:20).

### Met Cadenced Haven
Cadenced Haven is een artieste, afkomstig uit Bangladesh. Emmens ontmoette haar in oktober 2009 en sindsdien werken ze samen. Het debuutalbum van haar is gemixt and gemasterd door Emmens, drie tracks zijn samen gecomponeerd en hij speelt synths in twee andere nummers.
- 2010, Peregrination
- 2011, Life in cosmic highway, onder de naam Gert Emmens and Cadenced Haven
- 2012, Mystic dawn (Gert Emmens and Cadenced Haven)

### MetRon Boots
- 2021, A night at Blackrock Station, onder de naam Ron Boots & Gert Emmens
- 2024, Lost in Depths of Desolation, onder de naam Gert Emmens & Ron Boots

### Met Shamima Jasmin
- 2025, Dui Digonte, onder de naam Shamima Jasmin & Gert Emmens

### Compilaties met andere artiesten
- 1997, Movements
- 1998, Transient Moves
- 2000, Confusion - Decade
- 2000, Sequences #27
- 2004, To The Sky and Beyond The Stars
- 2005, Kinections - The Progday Support
- 2005, VA - Analogy
- 2006, VA - Analogy II
- 2007, VA - Analogy 3
- 2009, VA - E-Day 2009
- 2011, VA - Dutch masters (track 'Muurhuizen')

Gert Emmens heeft bovendien bijdragen geleverd aan cd's van onder andere Ron Boots, Remy en Synthex.